# Jelena Milasjina
Jelena Valerjevna Milasjina (ryska: Елена Валерьевна Милашина), född 1978, är en rysk journalist.
Milasjina arbetar som undersökande journalist för Novaja Gazeta och fick 2006 ta över efter mördade journalisten Anna Politkovskaja. Hon skriver om mänskliga rättigheter och fokuserar på norra Kaukasus, där Tjetjenien ligger. Hon granskar och skriver om förekomsten av tortyr, kidnappningar och korruption och hur det påverkar civilsamhället i regionen. 
Milasjina bevakade kriget mellan Ryssland och Georgien i Sydossetien där hon rapporterade om krigsbrott som begicks av båda sidor i kriget. Hennes arbete har orsakat hot och trakasserier, vilket också resulterade i en attack i närheten av hennes hem i Moskva 2012 då hon misshandlades av okända män.
Milasjina tilldelades år 2013 International Women of Courage Award.
Den 6 februari 2020 attackerades och misshandlades Milasjina och en jurist Marina Dubrovina på sitt hotell i Groznyj, Tjetjenien.